# Francisco Ximenes de Texada
Francisco Ximenes de Texada (* 1703; † 9. November 1775 in Valletta, Malta) war der 69. Großmeister des Malteserordens.
Er gehörte der aragonesischen Zunge des Ordens an, bevor er am 28. Januar 1773 zum Großmeister gewählt wurde. Während seiner Amtszeit kam es 1775/76 auf Malta zum Aufstand unter Führung des Priesters Dun Gaetano Mannarino, den er blutig niederschlagen ließ. Er starb 1775 in Valletta und wurde in der St. John’s Co-Cathedral begraben.